# Пересмішник чорний
Пересмішник чорний (Melanoptila glabrirostris) — вид горобцеподібних птахів родини пересмішникових (Mimidae).

## Поширення
Вид поширений на півострові Юкатан (на південному сході Мексики, півночі Гватемали та Белізу). Трапляється на низовинах у різноманітних середовищах існування — від чагарників та занедбаних сільськогосподарських угідь до узлісся. Він віддає перевагу районам з густими заростями, чагарниками чи підлісками.

## Опис
Найменший представник родини пересмішникових — сягає 19–20,5 см завдовжки і важить 31,6–42 г. У нього короткі, округлі крила і відносно довгий хвіст. Оперення глянцево-чорне з фіолетовим відблиском. Ноги і дзьоб чорні. Райдужка ока червона у дорослих птахів і сіра у молоді.